# Отпоран на метке
Отпоран на метке (енгл. Hard to Kill), амерички је акциони трилер филм из 1990. године режисера Бруса Малмута, са Стивеном Сигалом, Кели Леброк, Вилијамом Садлером и Фредериком Кофином у главним улогама.
Сигалов други филм после Изнад закона, приказује га као Мејсона Сторма, детектива који пада у кому након што је упуцан током ватреног окршаја, у којој је убијена његова жена. Поново се пробудивши из коме седам година касније, Сторм креће на путовање да освети смрт своје жене и разоткрије корупцију сенатора Вернона Трента. Филм је објављен 9. фебруара 1990. године и зарадио је 59 милиона долара.

## Радња
Радња филма почиње 11. априла 1983. увече. Главни јунак, полицајац Мејсон Сторм (Стивен Сигал), прешао је пут корумпираном политичару, сенатору Вернону Тренту (Вилијам Садлер): ноћу је Мејсон успео да сними његове преговоре са представницима организованог криминала, што јасно указује на његово активно учешће у њиховим криминалним активностима. Али, нажалост, примећују га, идентификују га и одлучују да га уклоне. Услед напада на његову кућу, Стормова породица умире, чини се да сам Мејсон, који је тешко повређен, такође није жив. Лекари ипак успевају да спасу полицајца, али он пада у дубоку кому. Сазнавши за ово, његов пријатељ и партнер Кевин О'Мали (Фредерик Кофин) долази до закључка да је за Сторма, док се не пробуди и не буде могао да сведочи, боље да га сматрају мртвим. Коматозни Мејсон остаје у болници инкогнито, под стандардним именом за такве случајеве „Џон Доу”.
Сторм проводи седам година у коми. Пробудивши се, он се одмах сећа свега што се догодило и јасно разуме да ако људи сенатора Трента сазнају за ово, могу покушати да га уклоне у сваком тренутку. Медицинска сестра Енди Стјуарт (Кели Леброк), која се бринула о њему свих ових седам година, не верује Сторму. Следећи Кевинове дугогодишње инструкције, она зове полицијску станицу да пријави да се пацијент пробудио из коме. Али Кевин О'Мали је одавно у пензији, станицу сада воде корумпирани полицајци под Трентом. Убица је одмах послат у болницу. Медицинска сестра успева да одвезе колица са Стормом, немоћним после седам година коме, неспособним да се самостално креће, до паркинга, пребаци га у ауто и сакрије. Она скрива свог вољеног пацијента, у приградској кући пријатеља доктора, који је на дугом пословном путу, који је оставио Енди кључеве и замолио је да пази на кућу.
У међувремену, уз упорне циљане тренинге, Сторм, одличан стрелац и борилачки мајстор, постепено се враћа својој некадашњој физичкој форми. Састаје се са О'Малијем, који обавештава Мејсона да је његов син преживео и да живи у склоништу под лажним именом. У међувремену, корумпирани полицајци организују огромну хајку на Сторма; организују присмотру Ендиног стана и њених пријатеља, лове девојку и на крају одлазе у Мејсоново скровиште. Сторм успева да побегне. У међувремену, бандити прате и О'Малија, старог Стормовог пријатеља, налазе га на станици са дечаком и претпостављају да је ово Мејсонов син. Дечак бежи, али О'Мали, који га је штитио, бива рањен. Сторм им стиже у сусрет, елиминише разбојнике и спасава сина.
Дечак је безбедан, сада ништа не спречава Сторма да се обрачуна са оним који је наручио убиство његове жене, украо му седам година живота и уништио детињство његовог сина, сенатором Верноном Трентом. Хладнокрвни осветник улази у сенаторову кућу и немилосрдно се обрачунава са свим мафијашким сарадницима који га чувају. Мејсон ели лично да погуби политичара, али у овом тренутку у кући се појављују полицајци. Саопштавају му да је О'Мали успео да да полицији касету са снимком који је направио Сторм 11. априла 1983. године.
Видео се приказује у вестима. Полицајци стављају лисице на руке бившем сенатору Тренту.

## Улоге
| Глумац            | Улога                |
| ----------------- | -------------------- |
| Стивен Сигал      | Мејсон Сторм         |
| Кели Ле Брок      | Андреа Стјуарт       |
| Фредерик Кофин    | Кевин О' Мали        |
| Вилијам Садлер    | сенатор Вернон Трент |
| Бони Бароуз       | Фелиша Сторм         |
| Ендру Блок        | капетан Ден Халанд   |
| Бранскомб Ричмонд | Макс Квинтеро        |
| Чарлс Босвел      | Џек Аксел            |
| Закари Розенкранц | Сони Сторм           |
| Лу Бејти Млађи    | Карл Бекер           |
| Дин Норис         | наредник Гудхарт     |
| Роберт Ласардо    | пропалица            |
| Ерни Лајвли       | капетан ЛАПД         |